# Макепула, Масибулеле
Масибуле́ле Макепу́ла (англ. Masibulele Makepula; род. 3 марта 1973, Ист-Лондон, ЮАР) — южноафриканский боксёр-профессионал, чемпион Всеафриканских игр 1995 года, участник чемпионата мира 1995 года и Олимпийских игр 1996 года в весовой категории до 48 кг в любительских соревнованиях, чемпион мира по версии WBO (2000), чемпион мира по версии WBU (1998—2000) в первом наилегчайшем весе, чемпион мира по версии IBO (2002) в наилегчайшем весе, интернациональный чемпион по версии WBC (2005—2006) во втором наилегчайшем весе в профессиональном боксе.

## Биография
Масибулеле Макепула родился 3 марта 1973 года в Ист-Лондоне (ЮАР).
В 1994 году Макепула дебютировал в составе национальной сборной ЮАР на международных турнирах, приняв участие в «Играх Содружества» (Виктория, Канада) в весовой категории до 48 кг.
В 1995 году принимал участие в чемпионате мира в Берлине (Германия), стал победителем Всеафриканских игр, проходивших в зимбабвийском Хараре в весовой категории до 48 кг.
В 1996 году выступал на Олимпийских Играх в весовой категории до 48 кг, после Олимпиады перешёл в профессиональный бокс.
10 сентября 1996 года провёл первый профессиональный бой.
22 сентября 1998 года завоевал чемпионский титул Всемирного боксёрского союза (WBU) в первом наилегчайшем весе, выиграв техническим решением судей у доминиканца Рафаэля Торреса.
27 февраля 1999 года провёл первую защиту титула WBU, победив по очкам Луиса Трехо (Мексика).
28 августа 1999 года провёл вторую защиту титула WBU, выиграв нокаутом в первом раунде у Хосе Лауреано из Пуэрто-Рико.
19 февраля 2000 года стал чемпионом мира по версии Всемирной боксёрской организации (WBO) в первом наилегчайшем весе, одержав победу по очкам над соотечественником Джейкобом Матлалой.
24 мая 2000 года провёл третью защиту титула WBU, победив по очкам аргентинца Маркоса Рамона Обрегона.
10 ноября 2000 года провёл бой за звание чемпиона мира по версии Международной боксёрской федерации (IBF) в наилегчайшем весе, уступив по очкам решением большинства судей Ирене Пачеко (Колумбия).
26 января 2002 года стал чемпионом мира по версии Международной боксёрской организации (IBO) в наилегчайшем весе, победив техническим нокаутом в девятом раунде филиппинца Мелвина Маграмо.
14 сентября 2002 года не сумел защитить титул IBO, проиграв по очкам решением большинства судей Мзукиси Сикали (ЮАР).
3 октября 2003 года проиграл Сикали в реванше за титул IBO техническим нокаутом в четвёртом раунде.
25 февраля 2005 года завоевал титул интернационального чемпиона по версии Всемирного боксёрского совета (WBC) во втором наилегчайшем весе, победив по очкам Ролли Лунаса (Филиппины).
10 февраля 2006 года провёл первую защиту титула интернационального чемпиона WBC, победив нокаутом в шестом раунде филиппинца Джуна Талапе.
31 марта 2006 года провёл вторую защиту титула интернационального чемпиона WBC, выиграв по очкам у Кристофа Родригеса из Франции.
23 сентября 2006 года проводил официальный элиминатор (отборочный поединок) по версии WBC c мексиканцем Хорхе Арсе, проиграв бой техническим нокаутом в четвёртом раунде.
31 мая 2008 года провёл последний профессиональный бой, предприняв попытку завоевать титул чемпиона мира по версии IBO во втором наилегчайшем весе и уступив в итоге разделённым решением судей соотечественнику Золиле Мбитьи.
После завершения боксёрской карьеры стал священнослужителем.

## Любительская карьера
В 1994 году Макепула впервые выступил за национальную сборную ЮАР в международных любительских соревнованиях, получив такую возможность в связи с отменой режима апартеида. Макепула стал участником турнира «Игры Содружества» и дошёл в нём до четвертьфинала. Заявленный в весовой категории до 48 кг (на протяжении всей любительской карьеры являлся боксёром данной весовой категории) южноафриканец победил по очкам Аарона Эверетта (Австралия) (26:10), но уступил решением судей при равном счёте (13:13) Бирху Саху из Индии.
В мае 1995 года Макепула участвовал в чемпионате мира в Берлине (Германия) и в первом же бою первенства проиграл по очкам итальянцу Антонио Чиприани (6:9).
В сентябре 1995 года южноафриканец выступил на Всеафриканских играх, проходивших в Хараре (Зимбабве). Макепула прошёл всех соперников на пути к финалу, а в главном бою турнира выиграл у египтянина Мохамеда Али Солмана и завоевал золотую медаль игр.
В июле—августе 1996 года Макепула участвовал в Олимпийских играх в Атланте (США) и был знаменосцем сборной ЮАР.
В первом круге соревнований южноафриканский боксёр за явным преимуществом в первом раунде победил Дебендру Чапа (Индия). В 1/8 финала Макепула встретился с испанцем Рафаэлем Лосано, которому уступил по очкам (3:14).
После Олимпиады Макепула перешёл в профессиональный бокс.

## Профессиональная карьера
На профессиональном ринге Макепула дебютировал 10 сентября 1996 года в возрасте 23 лет, в первом наилегчайшем весе, по ходу карьеры проводил титульные бои в наилегчайшем и втором наилегчайшем весах. Большинство боёв (27) провёл на родине, в ЮАР, четыре поединка в США и два в Великобритании. Промоутеры — Родни Берман («Golden Gloves Promotions»), Бранко Миленкович («Branco Sports Productions», с ноября 2003 года по декабрь 2006 года). Тренеры — Мзимаси Мнгуни (выполнял также функции менеджера), Ник Дюрандт (с ноября 2003 по декабрь 2006 года). Менеджер — Седрик Кушнер.

### 1996—1999 годы
Начав профессиональную карьеру в сентябре 1996 года, Макепула до конца года успел провести три боя, одержав в каждом из них досрочную победу.
В 1997 году Макепула выходил на ринг семь раз, и лишь однажды его оппонент сумел достоять до финального гонга.
По итогам года Масибулеле Макепула был признан в ЮАР наиболее перспективным профессиональным боксёром страны.
1998 год южноафриканец начал ещё тремя успешными выступлениями, добившись права драться за вакантный титул чемпиона по версии Всемирного боксёрского союза (WBU). Его соперником стал доминиканский боксёр Рафаэль Торрес, экс-чемпион мира по версии WBO в минимальном весе. Поединок проходил в Нью-Йорке, в «Мэдисон-сквер-гарден», в рамках шоу с главным боем Шейн Мосли — Эдуардо Моралес. В пятом раунде Макепула нанёс Торресу удар ниже пояса, который рефери счёл непреднамереным. После положенных в таких случаях 5 минут на восстановление доминиканец оказался не в состоянии продолжить поединок. По правилам боёв, проводимых на территории штата Нью-Йорк, победитель определился путём подсчёта очков на судейских картах. На момент остановки все трое судей выставили в пользу Макепулы одинаковые баллы — 40:36. Таким образом, Масибулеле Макепула стал чемпионом по версии WBU в первом наилегчайшем весе.
В 1999 году Макепула дважды защитил завоёванный титул, уверенно перебоксировав мексиканца Луиса Трехо (победа по очкам единогласным решением судей) и нокаутировав уже в первом раунде мощным левым хуком Хосе Лауреано (Пуэрто-Рико).

### 2000—2001 годы
В феврале 2000 года Масибулеле Макепула получил возможность провести бой за звание чемпиона мира по версии WBO. Титул, освободившийся вследствие ухода из бокса его владельца, американца Майкла Карбахаля, Макепула должен был оспаривать с многоопытным соотечественником Джейкобом Матлалой, экс-чемпионом мира по версии WBO в первом наилегчайшем и наилегчайшем весах. По итогам зрелищного и достаточно равного боя, состоявшегося 19 февраля в ЮАР, все трое судей отдали предпочтение Макепуле (117:112, 118:112, 118:114). В средствах массовой информации данное решение называлось впоследствии спорным. Вскоре после победы над Матлалой Макепула принял решение не защищать завоёванный титул, оставив его вакантным, а проводить защиту по-прежнему принадлежавшего ему пояса WBU.
24 мая 2000 года южноафриканский боксёр в третий раз подтвердил своё право носить звание чемпиона по версии WBU в первом наилегчайшем весе, выиграв по очкам единогласным решением судей у малоизвестного аргентинца Маркоса Рамона Обрегона. В данном бою претендент действительно не смог ничего противопоставить мастерству Макепулы.
В том же году Макепула перешёл в более тяжёлую весовую категорию для проведения боя за звание чемпиона мира по версии IBF с небитым колумбийцем Ирене Пачеко. Поединок состоялся 10 ноября в США, на ринге знаменитой арены «Mandalay Bay» в Лас-Вегасе. Пачеко в третий раз защищал принадлежавший ему титул, завершив все свои предыдущие титульные бои досрочными победами. На сей раз претендент оказал чемпиону упорное сопротивление. Макепула атаковал преимущественно быстрыми комбинациями сдвоенных и строенных ударов. Колумбиец защищался нырками и блоком, действовал в контратакующей манере, стараясь перехватить атаку соперника и ударить навстречу. По ходу боя Макепула проявлял большую активность. В 9 раунде южноафриканец потряс оппонента комбинацией левый хук-правый кросс, а в заключительной трёхминутке имел все шансы развить успех, проведя ещё одну результативную атаку. Тем не менее, итоговое судейское решение оказалось в пользу Пачеко. Двое судей посчитали, что колумбиец убедительно выиграл (111:117, 110:118), третий же выставил ничейные очки (114:114).
В 2001 году промоутер Макепулы Родни Берман предпринимал попытки организации реванша с Пачеко, которые закончились неудачей. В результате Макепула провёл лишь один бой с малоизвестным филиппинцем Роем Долигесом, уверенно выиграв поединок по очкам.

### 2002—2003 годы
В январе 2002 года Макепула вышел на бой за вакантный титул чемпиона мира по версии IBO в наилегчайшем весе с филиппинцем Мелвином Маграмо. Южноафриканец победил техническим нокаутом в девятом раунде, причём тренер и менеджер боксёра Мзимаси Мнгуни после поединка назвал соперника «неуклюжим» и подчеркнул, что оппонент «не доставил нам никаких проблем».
Первую защиту титула IBO Макепула провёл в сентябре 2002 года против соотечественника Мзикуси Сикали, имевшего большой опыт чемпионских боев, экс-чемпиона по версиям WBU, WBC International и WBA Inter-Сontinental в первом наилегчайшем и наилегчайшем весах. «Бог сказал мне, что я завершу карьеру Сикали», — заявлял в преддверии поединка набожный Масибулеле Макепула. Однако в итоге Сикали добился достаточно убедительной победы решением большинства судей (116:112, 114:114, 116:112). По окончании боя Макепула называл причиной своего неудачного выступления мышечные судороги, от которых он страдал на ринге. Сикали, в свою очередь, напомнил ему о том, что незадолго до поединка попал в автоаварию и не сумел окончательно оправиться от полученных повреждений.
Вызвавший большой ажиотаж в ЮАР первый поединок сподвиг промоутера обоих боксёров Родни Бермана на организацию повторного боя. Реванш состоялся лишь год спустя, в октябре 2003 года, в рамках первой защиты Сикали титула IBO. Но Макепула не сумел реваншироваться, по всем статьям уступив сопернику и проиграв техническим нокаутом в четвёртом раунде.
В ноябре 2003 года Масибулеле Макепула принял решение подняться в более тяжёлую весовую категорию, а также сменить промоутера и тренера. Организацией боёв Макепулы стал заниматься Бранко Миленкович («Branco Sports Productions»), а тренировать боксёра — известный в ЮАР специалист Ник Дюрандт. Позже Макепула говорил, что «Бранко подобрал меня, когда я стал никому не нужным после поражений от Сикали»
.

### 2004—2006 годы
Под руководством нового тренера Макепула добился серии побед.
В марте 2004 года он техническим нокаутом в четвёртом раунде победил малоизвестного соотечественника Йоханнеса Маису, а чуть более, чем через месяц встретился с ещё одним южноафриканцем, экс-чемпионом мира по версии IBO во втором наилегчайшем весе Лунгой Нтонтелой. Бой проходил в родном городе Макепулы Ист-Лондоне. Макепула начал поединок не слишком активно, действуя в контратакующей манере. Нтонтеле удавалось проводить результативные атаки, в частности, доставать соперника ударами справа. Начиная с третьего раунда Макепула заметно активизировался, в четвёртом трёхминутном отрезке потряс оппонента правым хуком, а затем серией точных попаданий прижал к канатам и вынудил рефери остановить бой. До конца года Макепула также победил нокаутом бывшего соискателя титула чемпиона ЮАР в наилегчайшем весе Замумзи Ксолу и чемпиона Аргентины Серхио Карлоса Сантильяна.
25 февраля 2005 года Масибулеле Макепула завоевал пояс интернационального чемпиона WBC во втором наилегчайшем весе. Данный титул, пребывавший на тот момент вакантным, южноафриканец оспаривал с молодым филиппинцем Ролли Лунасом. Макепула провел бой на высоком уровне, на протяжении всего поединка разнообразно и эффективно атакуя соперника в голову и корпус, активно использовал быстрый джеб и точные апперкоты. Лунас порой успешно доставал оппонента правым хуком, а также продемонстрировал хорошую выносливость и умение держать удар. По итогам боя все судьи отдали предпочтение Макепуле — 119:112, 118:111, 119:111.
В июне 2005 года Макепула провёл рейтинговый десятираундовый поединок против россиянина Андрея Костина. Южноафриканец уверенно выигрывал у соперника, однако в 9 раунде начал испытывать проблемы вследствие судорог мышц ноги и с трудом закончил бой. Тем не менее, окончательная победа Макепулы единогласным решением судей (100:90, 100:94, 97:93) выглядела закономерной.
В начале 2006 года Макепула дважды защитил свой титул интернационального чемпиона WBC во втором наилегчайшем весе. 10 февраля он в упорной борьбе сломил сопротивление филиппинца Джуна Талапе. По ходу боя претендент пользовался тем, что Макепула старался достать его преимущественно акцентированными ударами и успешно бил навстречу. Однако в шестом раунде комбинация Макепулы, начавшаяся с быстрого джеба, правого апперкота и завершившаяся левым хуком потрясла Талапе и отбросила филиппинского боксёра к канатам. Южноафриканец продолжил атаку, после чего оппонент опустился на настил ринга и не сумел подняться до окончания отсчёта рефери. 31 марта Макепула вышел на вторую защиту чемпионского пояса, легко перебоксировав француза Кристофа Родригеса. В первом раунде Родригес побывал в нокдауне, а итоговый счёт отразил полное доминирование чемпиона в ринге (119:108 на всех судейских картах).
Летом 2006 года Макепула должен был драться в отборочном поединке по версии IBF с россиянином Дмитрием Кирилловым. Но в июне у Макепулы умер отец, и южноафриканец принял решение отложить бой, несмотря на заинтересованность в поединке его промоутера Миленковича. В итоге «Ястреб» так и не встретился с Кирилловым, получив возможность выйти на элиминатор по версии WBC во втором наилегчайшем весе. Соперником Макепулы стал обладатель временного титула WBC, мексиканец Хорхе Арсе.

#### Бой с Арсе
Арсе дебютировал в профессиональном боксе в том же 1996 году, что и Макепула, но к моменту их встречи на ринге имел на своём счету завоёванные и неоднократно защищённые титулы WBO и WBC в первом наилегчайшем и наилегчайшем весах. Поединок состоялся 23 сентября в округе Идальго (штат Техас, США) и был главным боем вечера. В первых двух раундах соперник Макепулы действовал в невысоком темпе, недостаточно быстро сокращая дистанцию и выбрасывая преимущественно одиночные акцентированные удары. Южноафриканец успевал встречать оппонента джебом и левым боковым, успешно перехватывал его атаки. Однако в тех эпизодах, когда Макепула застаивался у канатов либо шёл в размен ударами, Арсе удавалось нанести «Ястребу» ощутимый урон. В третьем раунде мексиканец увеличил активность. Пользуясь преимуществом в физической силе, он постоянно прессинговал соперника, выбрасывая серии тяжёлых и точных ударов. В концовке раунда Макепула выглядел потрясённым, что и подтвердило начало четвёртой трёхминутки боя. Арсе достал Макепулу точным левым боковым, а затем провёл длинную серию ударов с обеих рук по слабо сопротивляющемуся сопернику. Южноафриканец опустился на настил ринга, сумел достаточно быстро встать, но рефери Вик Дракулич оценил состояние боксёра и остановил бой. Таким образом, Макепула проиграл техническим нокаутом в четвёртом раунде поединка. Поражение от Арсе повлекло за собой потерю титула интернационального чемпиона WBC, которым на момент боя владел Масибулеле Макепула.

### Завершение карьеры
В 2007 году Масибулеле Макепула вновь вернулся к своему первому промоутеру Родни Берману («Golden Gloves Promotion») по причине истечения срока контракта с компанией Branco Sports Production.
В планах боксёра был бой за титул IBO во втором наилегчайшем весе. При этом Макепула заявлял, что активно занимается религиозной деятельностью и его карьера в боксе подходит к концу. Тем не менее, Берман предпринимал попытки организации боксёрского шоу 1 сентября 2007 года, в котором должен был драться Макепула. В соперники южноафриканцу прочили соотечественника Золиле Мбитьи, а также Хуссейна Хуссейна и Вика Дарчиняна. Однако в августе Берман отказался от идеи проведения шоу. В конечном счёте, титульный бой для Макепулы удалось организовать лишь в мае 2008 года.
31 мая 2008 года в титульном бою за звание чемпиона мира по версии IBO Масибулеле Макепула встретился с 37-летним Золиле Мбитьи, неоднократным чемпионом ЮАР в наилегчайшем и втором наилегчайшем весах. Поединок получился равным и упорным, однако Мбитьи действовал более активно, а также доставлял проблемы сопернику частой сменой классической стойки на стойку левши и наоборот. В итоге Макепула уступил оппоненту разделённым судейским решением. Один из судей отдал ему победу со счётом 116:115, но двое других сочли, что выиграл Мбитьи — 113:115, 113:116. После боя Макепула объявил о завершении боксёрской карьеры и впоследствии посвятил себя богослужению.

В 2012 году Масибулеле Макепула выступил в прессе с заявлением, что хотел бы вернуться на профессиональный ринг, но его ограничивает законодательство страны — в ЮАР боксёрские лицензии не выдаются спортсменам, достигшим 35-летия. Макепула планировал обратиться к министру спорта Фикиле Мбалула по вопросу внесения поправок в данный закон, указывая на случаи из мировой боксёрской практики, когда возрастные боксёры (Джордж Форман, Бернард Хопкинс) владели чемпионскими титулами. Макепула не считал, что может выступать столь же успешно, однако заявлял о своей готовности участвовать в профессиональных боях.